# Manolo Pichardo
Manuel de Jesús Pichardo Arias (Santo Domingo, República Dominicana, 11 de octubre de 1962) es un político, periodista y escritor dominicano. Fue el primer presidente dominicano del Parlamento Centroamericano, PARLACEN y de la Conferencia Permanente de Partidos Políticos de América Latina y el Caribe, COPPPAL. Actualmente es Secretario de Relaciones Internacionales y miembro de la Dirección Política del Partido Fuerza del Pueblo.

## Vida personal y estudios
Sus padres son, Juan Pichardo,  un comerciante dominicano nacido en Santiago de los Caballeros, y Olga Arias, en Santo Domingo. Desde pequeño fue instruido por ellos para ser un militante evangélico, pero las influencias de su abuelo materno, de nombre Manuel, un carpintero capitalino de ideas progresistas que vivió las intervenciones estadounidenses de 1916 y 1965 que le marcaron como antiimperialista, le inclinaron hacia la política. Juan Alberto, su hermano de padre y mayor entre las 11 procreaciones paternas, también jugó un papel fundamental en su formación, pues sus ideas de izquierda y la constante exhortación para que cultivara la  lectura comprometida y la literatura de calidad, le acercaron a un mundo distinto al que soñaron sus progenitores. 
Pichardo se licenció en comunicación social en la Universidad Interamericana en 1993. En 1995 asistió a Costa Rica para participar en el curso “Globalización e interdependencia de las economías”, “Mercado de trabajo y políticas de empleo”, “Trabajadores, gobierno, empresarios y política económica”  auspiciado por la ORIT, el BID y la Universidad Nacional. En 1997 realizó un diplomado en seguridad social en la Universidad Diego Portales de Chile. En 2004 recibió un diplomado en ciencias políticas en la Universidad Autónoma de Santo Domingo.

## Carrera profesional
Ha sido productor y conductor de programas de televisión, también articulista de los principales diarios dominicanos y en la actualidad lo es del Listín Diario.
Ha publicado los libros “Víctimas infinitas” con prólogo del entonces Ministro de Cultura José Rafael Lantigua, “El PARLACEN y los procesos de integración” prologado por el expresidente de Guatemala Álvaro Colom , “Cuando las palabras copulan” comentado por el Premio Nacional de Literatura 2010, Mateo Morrison y presentado por Tony Raful, Premio Nacional de Literatura 2014;“La izquierda democrática en América Latina” prologado por el expresidente del Paraguay Fernando Lugo; y "El Desplazamiento del Poder Global, Hacia un Nuevo Orden", prologado por el académico mexicano José Ignacio Martínez Cortés, 2023.

## Libros
- Víctimas infinitas

Prólogo: José Rafael Lantigua, exministro de Cultura de la República Dominicana
Santo Domingo : [s.n.], 2005
Tema(s): Poesía dominicana Literatura dominicana
Clasificación CDD:RD861.44 P592v
- El PARLACEN y los procesos de integración

Prólogo: Álvaro Colom, expresidente de Guatemala
Santo Domingo : Santuario, 2013.
ISBN:9789945583281
- Cuando las palabras copulan

Comentado: Mateo Morrison, Premio Nacional de Literatura 2010
Presentado por Tony Raful, Premio Nacional de Literatura 2014
Santo Domingo: Santuario, 2014.
ISBN:9789945589191
Tema(s): Poesía dominicana
- La izquierda democrática en América Latina

Prólogo: Fernando Lugo, expresidente del Paraguay 
Santo Domingo : Santuario, 2017
ISBN:9789945609226
- El Desplazamiento del Poder Global, Hacia un Nuevo Orden

Prólogo: José Ignacio Martínez Cortés, académico mexicano
Santo Domingo : Santuario, 2022
Descripción:256 páginas 22 cm
ISBN:9789945635638 

## Carrera política
Es Secretario de Relaciones Internacionales de la Fuerza del Pueblo, FP. Se enroló en la actividad política en 1979 al ingresar como circulista (aspirante a miembro) del Partido de la Liberación Dominicana. En 1990 ingresa a la Confederación de Trabajadores Unitaria, CTU, a propuesta de los dirigentes sindicales peledeístas y ocupara las posiciones de secretario de prensa y organización hasta su salida en 1997 cuando pasa a ser Asesor para la Seguridad del Poder Ejecutivo. Desde el 1995 representaba a su organización laboral en el Consejo Directivo del Instituto Dominicano de Seguros Sociales, IDSS.
En 2004 ingresa al PARLACEN como Parlamentario Designado hasta que en es electo a ese órgano regional en las elecciones congresuales y municipales del 2010, tras encabezar la boleta de su organización política y resultar primero entre los elegidos de todos los partidos, es propuesto para ocupar la presidencia del órgano político de Sistema de Integración Centroamericana, SICA, convirtiéndose en el primer dominicano que lo preside.
Durante su presidencia se concentró en difundir las propuestas de la entidad y promovió la eliminación del roaming para la subregión y la definición de una política para que los vuelos entre los países miembros del SICA se establezcan como domésticos. Planteó también la creación de una Sala Penal en la Corte Centroamericana de Justicia a los fines de que allí sean remitidos los crímenes relacionados con lavado de activos, tráfico de armas, de drogas y de personas, y los que se deriven de estos.
Se empeñó en acercar al sistema, a través del PARLACEN, Belice y Costa Rica, que siendo partes del SICA no lo son de PARLACEN. Fue el primer presidente del órgano regional en visitar Costa Rica. Lo hizo en dos ocasiones, en giras que incluyeron encuentros con la Asamblea Nacional, el primer vicepresidente de la República, el canciller, la Corte Suprema de Justicia, el alcalde de San José, los partidos políticos, entidades del sistema de integración y personalidades influyentes de la sociedad.
Su idea de extender a todo el territorio insular el proceso de integración, lo llevó a Cuba, país en el que se reunió con Ricardo Alarcón, presidente de la Asamblea Nacional y otras autoridades. También a Haití en donde sostuvo encuentros con el presidente del Senado, la Cámara de Diputados y delegaciones de comisiones de ambas cámaras.
Estas iniciativas, junto a otras que como una reforma al Tratado Constitutivo del PARLACEN para que se les otorguen facultades vinculantes, el avance de la Unión Aduanera, le llevaron a buscar el respaldo de los presidentes de la región, por lo que tuvo encuentros con Daniel Ortega, de Nicaragua, Porfirio Lobo de Honduras, Ricardo Martinelli de Panamá, Otto Pérez Molina de Guatemala y Ma Ying-jeou de Taiwán, por el estatus de observador que tiene el país oriental.
Su intensa labor le mereció el reconocimiento de la sociedad regional expresada a través de diferentes medios. El periódico guatemalteco El Metropolitano en un editorial que  tituló “El PARLACEN TOMA PAPEL PROTAGÓNICO” que se publicó el 25 de abril de 2012, dijo  refiriéndose al entonces presidente del Parlamento Centroamericano y su gestión: ‘El parlamento Centroamericano, de la mano de Manolo Pichardo ha tomado protagonismo´,  y agrega: ´ Lo importante es que las políticas y la labor que ha realizado en lo que va de año han logrado atraer la atención de los mandatarios de la región, quienes deben poner de su parte para que las iniciativas y dictámenes del ente regional sean tomadas en cuenta y discutidas en los distintos organismos legislativos de cada país¨.
El 11 de octubre de 2012 es electo vicepresidente de la Conferencia Permanente de Partidos Políticos de América Latina y el Caribe COPPPAL y presidente de la comisión de asuntos electorales de esa entidad continental. El 12 de mayo de 2016 se convierte en el segundo presidente no mexicano de la entidad continental; el primero fue el argentino Antonio Cafiero.
El 21 de octubre hizo pública su renuncia del Partido de la Liberación Dominicana para acompañar, junto a una gran cantidad de ex-dirigentes de ese partido, al expresidente Leonel Fernanadez, en la formación del partido Fuerza del Pueblo. 
En su carta de renuncia Pichardo expresó que “De pronto, la apertura y el abandono de los principios de muchos compañeros, nos fueron llevando de poco, como lo hice saber en innumerables artículos en los que advertí de lo que vendría y vivimos hoy, a una descomposición que nos alejó de los valores e ideas que dieron origen a esta formación” 

## Reconocimientos y condecoraciones
En julio de 2012 fue condecorado por el Yuan legislativo de la República de China Taiwán con la Medalla de Honor a la Diplomacia Parlamentaria en su más alto grado. El año siguiente fue declarado visitante distinguido por las alcaldías de Managua, en Nicaragua y la alcaldía de Quetzaltenango en Guatemala.